# Rhodinia
Rhodinia este un gen de molii din familia Saturniidae. 

## Specii
- Rhodinia broschi Brechlin, 2001
- Rhodinia davidi (Oberthuer, 1886)
- Rhodinia fugax (Butler, 1877)
- Rhodinia grigauti Le Moult, 1933
- Rhodinia jankowskii (Oberthuer, 1880)
- Rhodinia newara (Moore, 1872)
- Rhodinia rudloffi Brechlin, 2001
- Rhodinia silkae Brechlin & van Schayck, 2010
- Rhodinia szechuanensis Mell, 1938
- Rhodinia tenzingyatsoi Naumann, 2001
- Rhodinia verecunda Inoue, 1984